# Lomandra
Lomandra (Lomandra Labill.) – rodzaj roślin z rodziny szparagowatych. Obejmuje 56 gatunków występujących w Australii, na Nowej Gwinei i Nowej Kaledonii. Aborygeni australijscy wykorzystują niektóre gatunki tych roślin do celów spożywczych, a także do pozyskiwania włókien do produkcji plecionek, worków i koszy. Rośliny te są popularnie uprawiane w ogrodach w Australii. Z uwagi na wytrzymałość i łatwość w uprawie wykorzystuje się je także do zapobiegania erozji gleby, rekultywacji terenów pogórniczych, nasadzeń na dachach w obszarach miejskich, na nasypach autostrad i poboczach dróg.

## Zasięg geograficzny
Centrum zróżnicowania rodzaju jest w Australii Zachodniej, gdzie występuje 29 z 56 gatunków lomander, z czego wiele endemicznie. 21 gatunków występuje w Nowej Południowej Walii, 16 w Queensland, 12 w Wiktorii, 11 w Australii Południowej i 4 w Terytorium Północnym.
Zasięg dwóch gatunków: Lomandra longifolia i L. nana rozciąga się do Tasmanii, a zasięg L. banksii rozciąga się z Queensland do Nowej Gwinei i Nowej Kaledonii. L. insularis jest jedynym gatunkiem, który nie występuje w Australii – jest endemitem Nowej Kaledonii.

## Morfologia

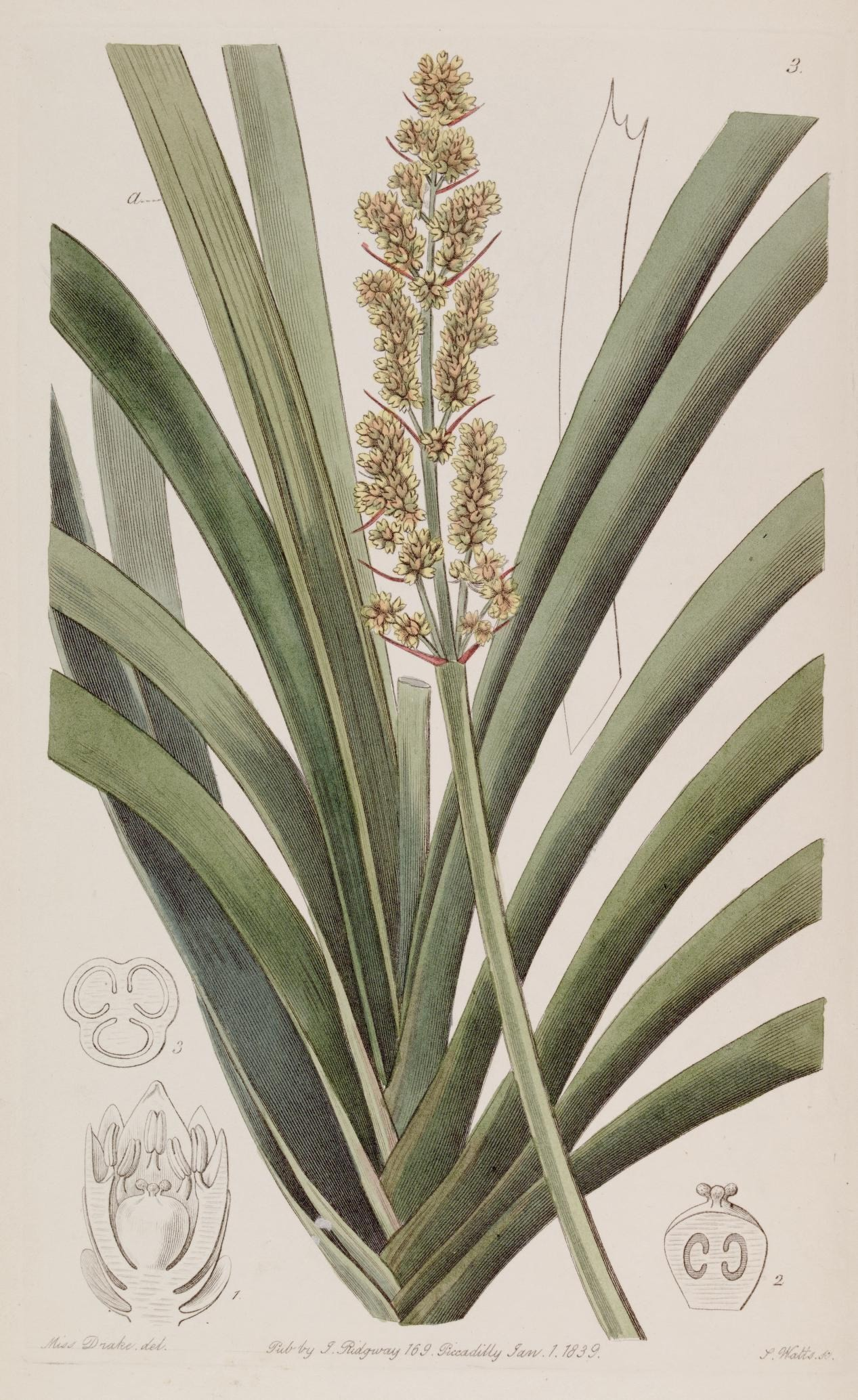
Lomandra longifolia

PokrójWieloletnie rośliny zielne lub krzewy, zróżnicowane pod względem budowy, tworzące kępy lub zarośla. Większość gatunków osiąga wysokość 10–40 cm, jednak niektóre są większe, jak Lomandra longifolia osiągająca wysokość do 100 cm i średnicę do 120 cm, czy L. banksii o pokroju krzewiasto-drzewiastym, osiągająca 3 metry wysokości.
Organy podziemneGrube, zdrewniałe kłącze, z nietypowym przyrostem wtórnym, z którego wyrastają włókniste korzenie.
LiścieUlistnienie naprzemianległe, dwurzędowe. Liście odziomkowe wieloletnie, siedzące, tworzące u nasady wydatne pochwy liściowe. Blaszki liściowe płaskie, rynienkowate lub cylindryczne, równowąskie, trójkątne lub sitowate, twarde i skórzaste, nagie, brodawkowate lub owłosione, o brzegach gładkich, kolczastych lub błonkowatych i całobrzegim lub ząbkowanym wierzchołku. Łodygi ulistnione.
KwiatyRośliny dwupienne. Kwiaty męskie i żeńskie zebrane w podobne lub różne kwiatostany, kłosowate, groniaste lub wierzchotkowate. Szypułki członowane wierzchołkowo lub nieobecne. Kwiaty niepozorne, wyrastające pojedynczo lub po kilka, niekiedy w gęstych pęczkach, wsparte pojedynczą lub kilkoma przysadkami, które niekiedy są wydłużone i kolczaste (choć niekłujące). Listki okwiatu wolne lub zrośnięte, mięsiste lub niekiedy papierzaste, zielone, białe, żółte lub fioletowe. Okwiat kwiatów żeńskich zwykle jest większy od okwiatu kwiatów męskich i twardnieje w czasie owocowania. Pręciki 3+3, te położone w zewnętrznym okółku osadzone na dnie kwiatowym lub obrzeżu rurki okwiatu; te w wewnętrznym okółku osadzone na wewnętrznych listkach okwiatu. Główki pręcików podługowate. Zalążnia górna, mała, jajowata, mniej więcej siedząca, trójkomorowa, z pojedynczym zalążkiem w każdej komorze. Zalążki anatropowe do mniej więcej kampylotropowych. Szyjka słupka krótka, gruba, zakończona główkowatym lub trójwrębnym znamieniem. Miodniki położone u nasady zalążni i tam się otwierające.
OwoceKulistawe, jajowate lub trójgraniaste, pękające komorowo torebki. U Lomandra spicata pestkowiec z cienkim, mięsistym mezokarpem. Nasiona gładkie, brązowe, czerwonawe lub żółte, kulistawe do elipsoidalnych. Bielmo helobialne, obfite, bez skrobi, gromadzące ziarno aleuronowe, hemicelulozy i tłuszcze. Zarodek równowąski, 1/2 do 1/3 długości nasiona, czasem dłuższy.

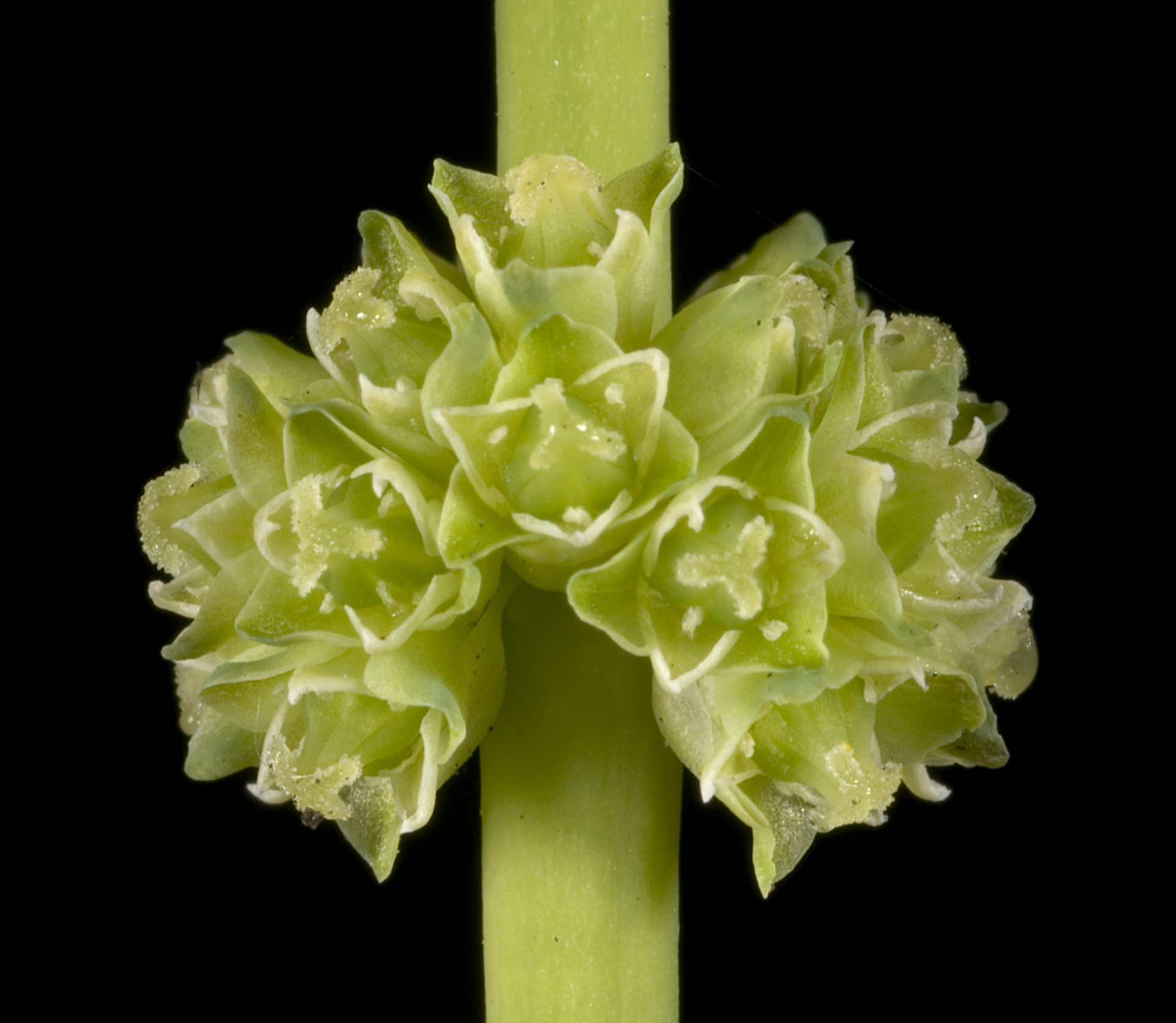
Kwiaty żeńskie Lomandra preissii
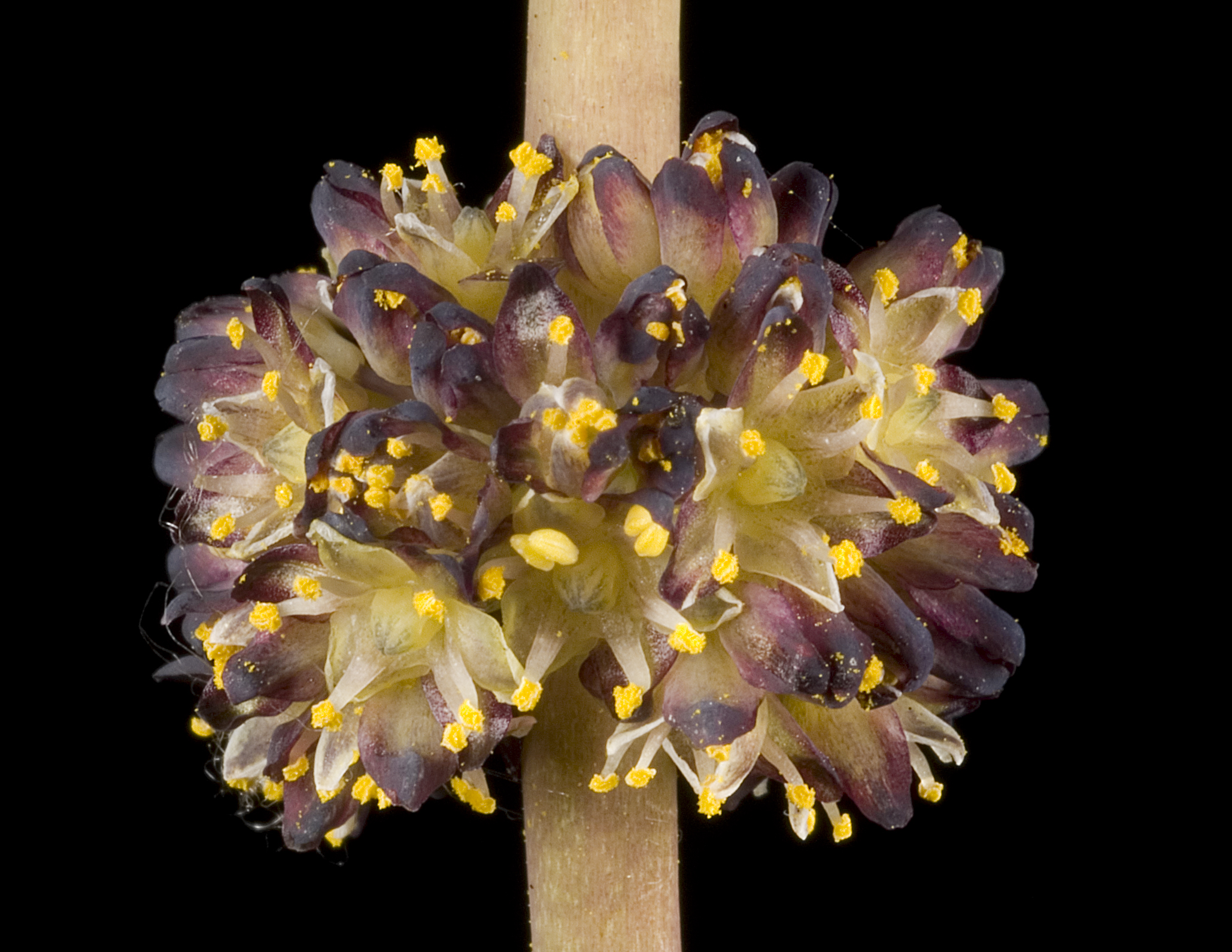
Kwiaty męskie Lomandra preissii

## Biologia i ekologia
AnatomiaKorzenie mają sklerenchymatyczną strefę kory pierwotnej na zewnątrz endodermy. Wiązki przewodzące w liściach mają pochwy, których komórki wewnętrzne mają charakterystyczne dźwigary ze sklerenchymy, a komórki zewnętrzne są powiększone, miękiszowe i rozciągają się do epidermy po obu stronach blaszki liściowej. Aparaty szparkowe występują po obu stronach blaszki liściowej i są anomocytyczne, ze zwykle wydłużonymi komórkami przyszparkowymi, chociaż u niektórych gatunków występują typy paracytyczne i tetracytyczne. Chronione są nierozgałęzionymi, brodawkowatymi włoskami. U niektórych gatunków w komórkach epidermy i hipodermy występują romboidalne lub wielościenne kryształy szczawianu wapnia. Ziarna pyłku o długości 19–33 μm, z bruzdą okalającą je równikowo (zonisulcate), spiralnie (spiraperturate) lub nieregularną. Egzyna pyłku ciernista, kolczasta lub siatkowata.
RozwójGeofity ryzomowe. Niektóre gatunki z wilgotnych siedlisk niekiedy są epifitami. Okres kwitnienia gatunków z tego rodzaju trwa przez cały rok, w zależności gatunku, przy czym większość z nich kwitnie na wiosnę. Kwiaty zapylane są przez chrząszcze, które żerują na mięsistych listkach okwiatu. Uważa się, że niektóre gatunki są wiatropylne. Nasiona rozprzestrzeniane są przez mrówki i ptaki.
Cechy fitochemiczneW organach podziemnych lomandry obecne są naftochinony.
GenetykaPodstawowa liczba chromosomów n = 7 lub 8. Pełny garnitur chromosomów (2n) może osiągać liczbę 14, 16, 28 lub 32; niektóre gatunki są więc diploidalne, a niektóre tetraploidalne.

## Ekologia

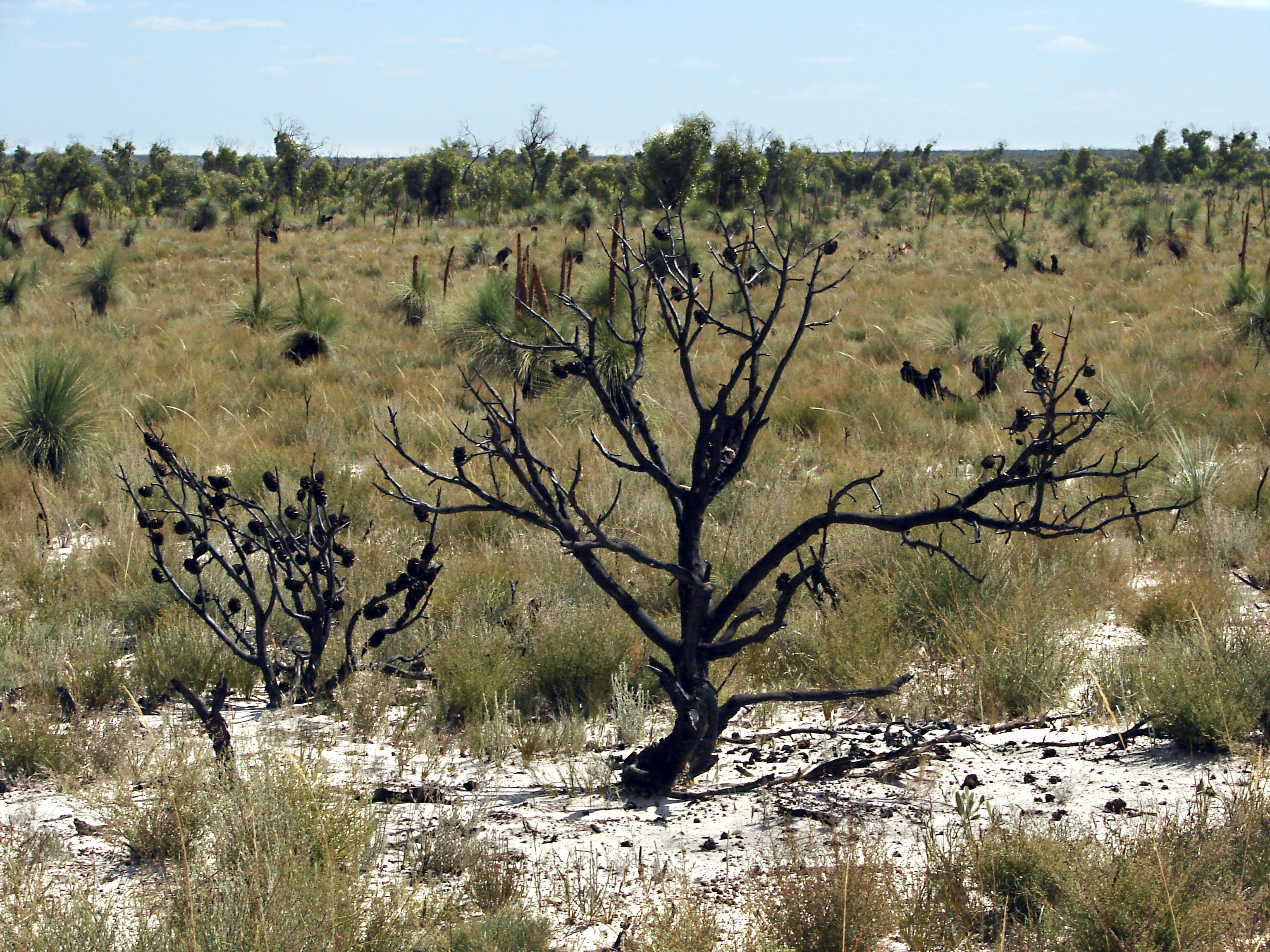
Park Narodowy Little Desert w Australii, jedno z typowych siedlisk lomander

SiedliskoRodzaj szeroko rozpowszechniony w różnorodnych siedliskach, od obszarów półpustynnych do lasów deszczowych, przy czym przeważającym siedliskiem roślin z tego rodzaju są tereny lesiste o niewielkim zwarciu, takie jak lasy świetliste i sawanny drzewiaste. Rośliny zaliczane do sekcji Macrostachya zasiedlają gleby piaszczyste, na obszarach przybrzeżnych lub w lasach z Angophora i żywiczlinem. Gatunki z sekcji Typhopsis występują na glebach piaszczystych w suchych lasach i zaroślach eukaliptusowych (mallee), otwartych lasach eukaliptusowych porastających skaliste zbocza, a także na suchych obszarach przybrzeżnych i wydmach. Rośliny zaliczanie do sekcji Capitatae występują na glebach piaszczystych, granitowych, laterytowych i boksytowych, na skalistych zboczach, w niskich lub wysokich zaroślach, na wrzosowiskach, w sawannach drzewiastych i lasach eukaliptusowych, a także w lasach palmowych (L. tropica) oraz w pobliżu potoków lub jezior (L. rupestris). Najliczniejsza grupa gatunków zaliczana do sekcji Lomandra występuje w różnorodnych siedliskach, na glebach piaszczystych, laterytowych, gliniastych i ilastych, w wąwozach, na skalistych zboczach, w pęknięciach wychodni granitowych, w formacjach zaroślowych, na sawannie drzewiastej, w lasach eukaliptusowych, lasach suchych, na piaskach wzdłuż brzegów rzek, strumieni, a także w pobliżu wodospadów i na brzegach bagien. Gatunek L. bracteata rośnie na użytkach zielonych, terenach kamienistych, wzdłuż linii kolejowych i na terenach uprawnych, na glebach ciężkich. L. nigricans, L. odora występują w lasach eukaliptusowych na glebach laterytowych, lasach eukaliptusowych lub banksjowych na glebach piaszczystych, a także w zaroślach na czarnych glebach torfowych (czasem bagnistych). L. laxa występuje na obrzeżach lasów deszczowych, ale również na glebach piaszczystych i w głębokich piaskach. Gatunek L. spicata zasiedla wyłącznie lasy deszczowe.

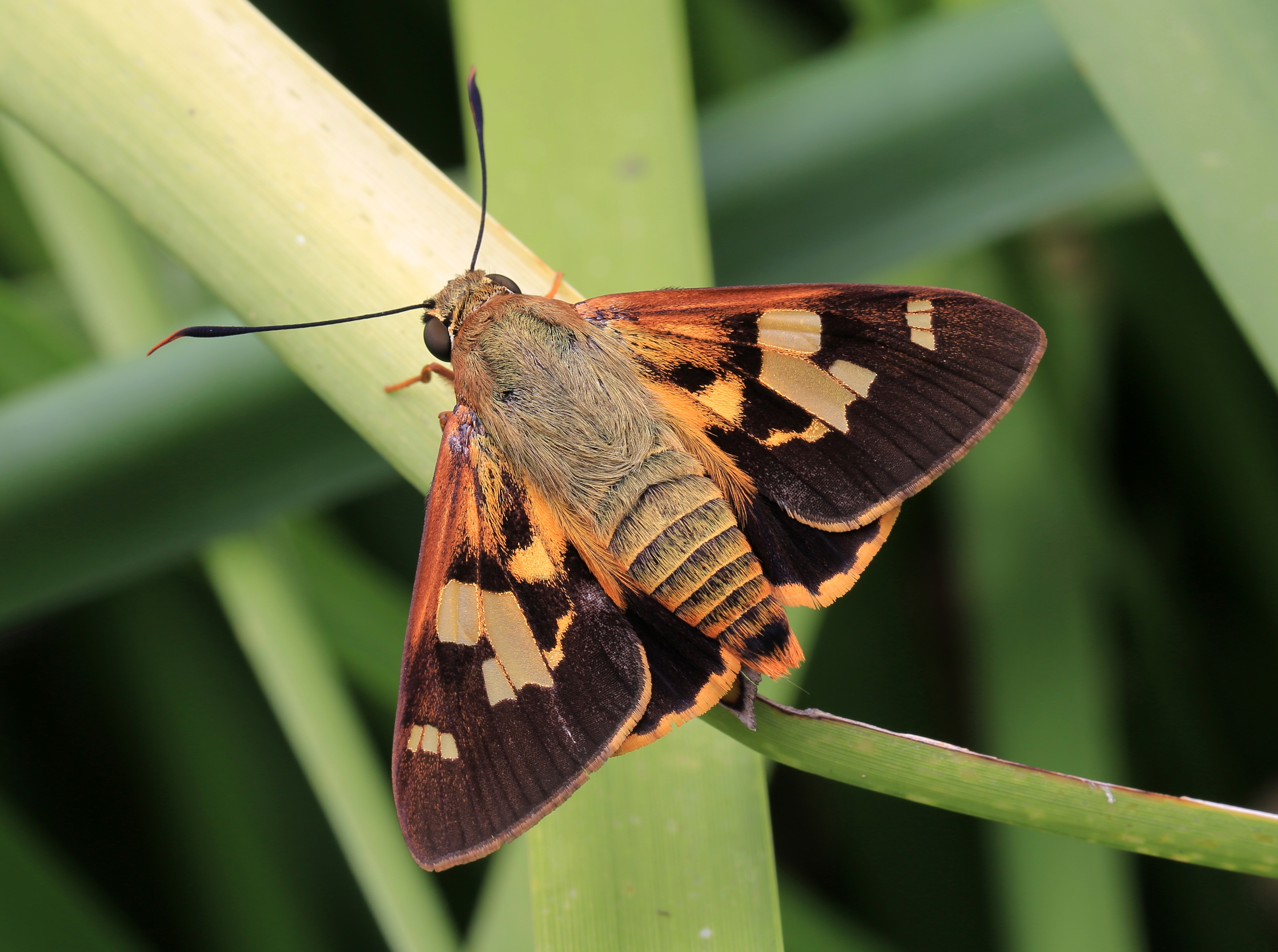
Trapezites symmomus, dla którego lomandry są roślinami żywicielskimi

Interakcje międzygatunkoweGatunkami Lomandra effusa, L. hermaphrodita i L. preissii żywią się kangury szare.
Różne gatunki lomandry są roślinami żywicielskimi motyli powszelakowatych z występującego endemicznie w Australii rodzaju Trapezites oraz gatunków Toxidia peron i Dispar compacta, a także zwójkowatych z gatunku Epiphyas postvittana. W ciągu dnia gąsienice motyli ukrywają się w nasadach liści.
Niektóre gatunki lomandry są gospodarzami przędziorkowatych z gatunków Eotetranychus hudsoni, E. lomandrae i Schizotetranychus russeus oraz grzybów z gatunków Pleospora lomandrae (Pleosporaceae), Cryptosporium ellipticum (Diaporthaceae).
Na lomandrach pasożytują wciornastki, węgorki z rodzajów Paratylenchus i Cryphodera, czerwce z gatunku Lindingaspis rossi i tarcznikowate z gatunków Paraonidiella cladii i Pseudaulacaspis xerotidis. Żerują też na nich fulgorokształtne z gatunku Austrorgerius collinus i tasznikowate z gatunków Kirkaldyella rugosa, K. schuhi.
Kwiaty i nasiona lomandry stanowią pożywienie pasikonikowatych z rodzajów Coptaspis i Phasmodes. Rośliny te są również miejscem schronienia wielu gatunków z tej rodziny.

## Systematyka

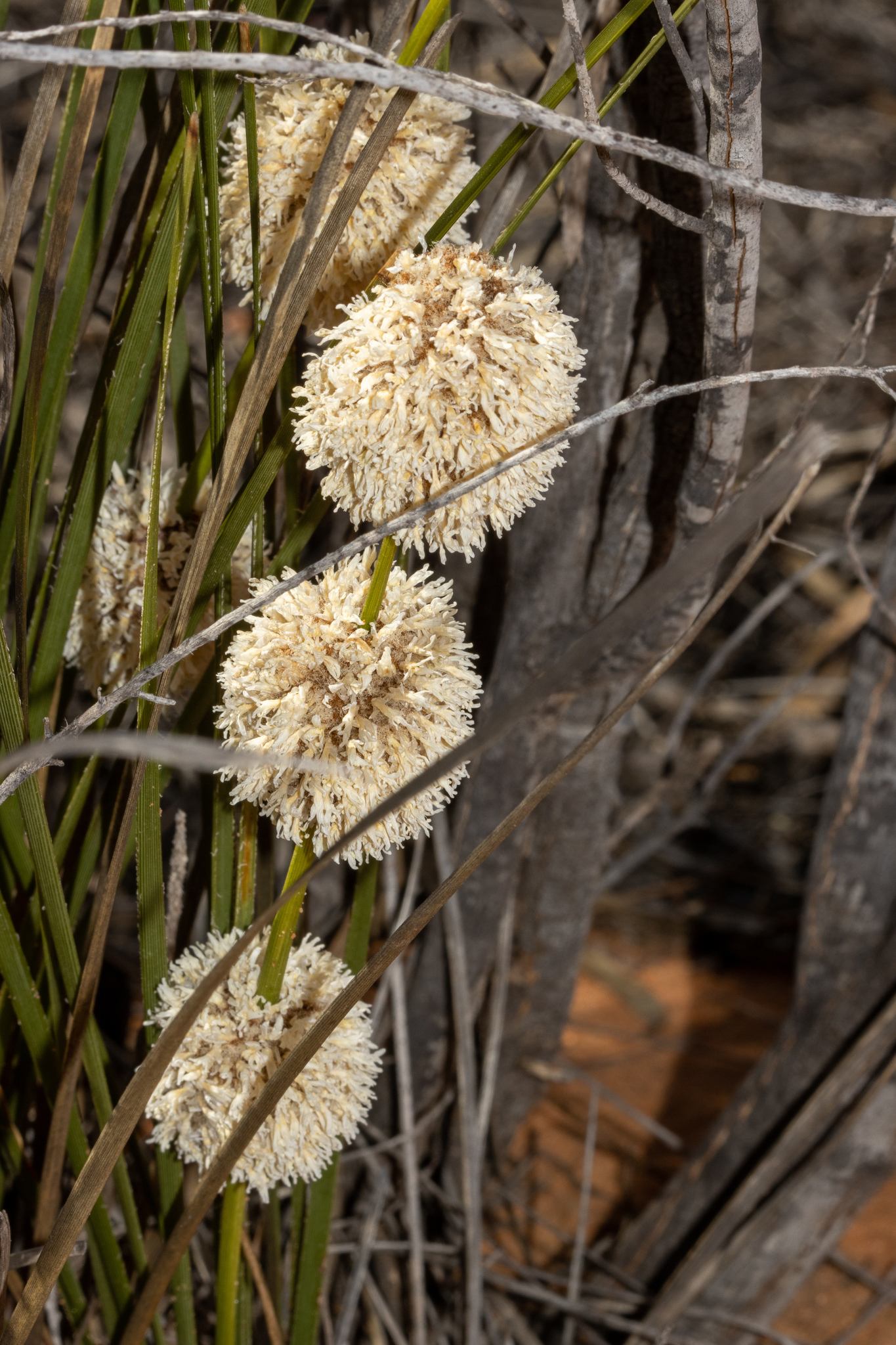
Kwiatostan Lomandra leucocephala, sekcja Typhopsis

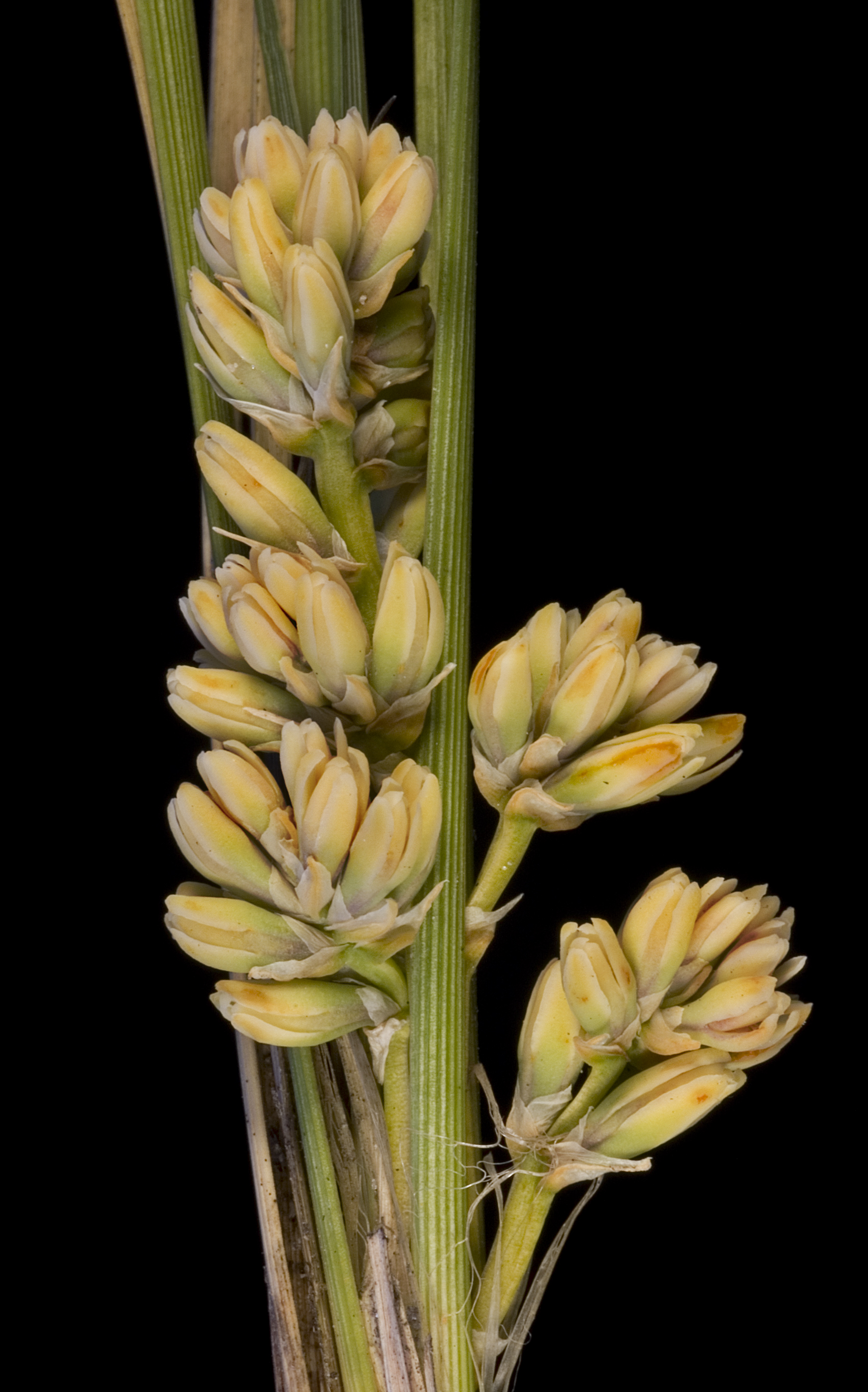
Kwiatostan L. suaveolens, sekcja Capitatae

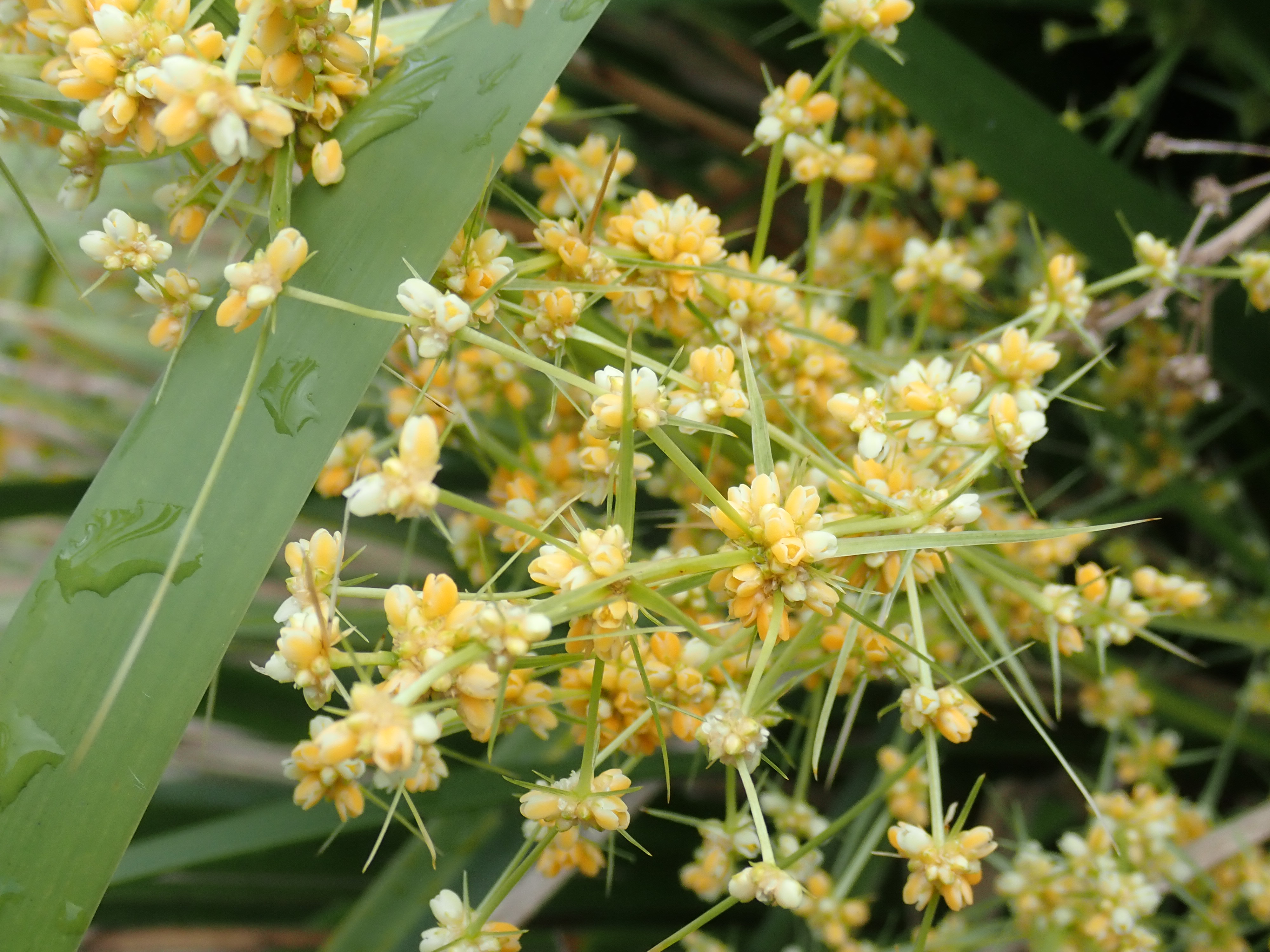
Kwiatostan Lomandra hystrix, sekcja Lomandra, seria Lomandra

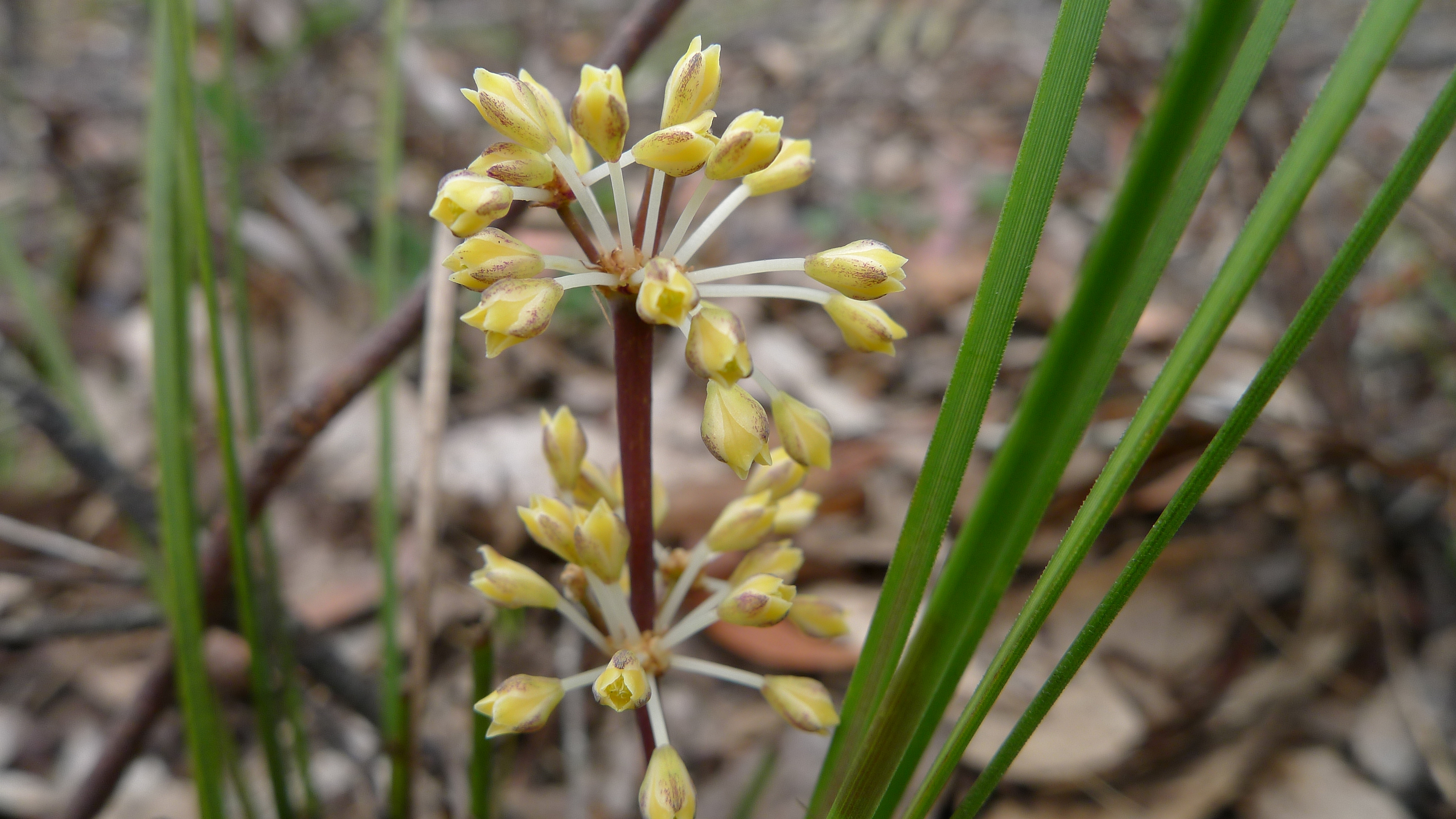
Kwiatostan Lomandra multiflora, sekcja Lomandra, seria Lomandra

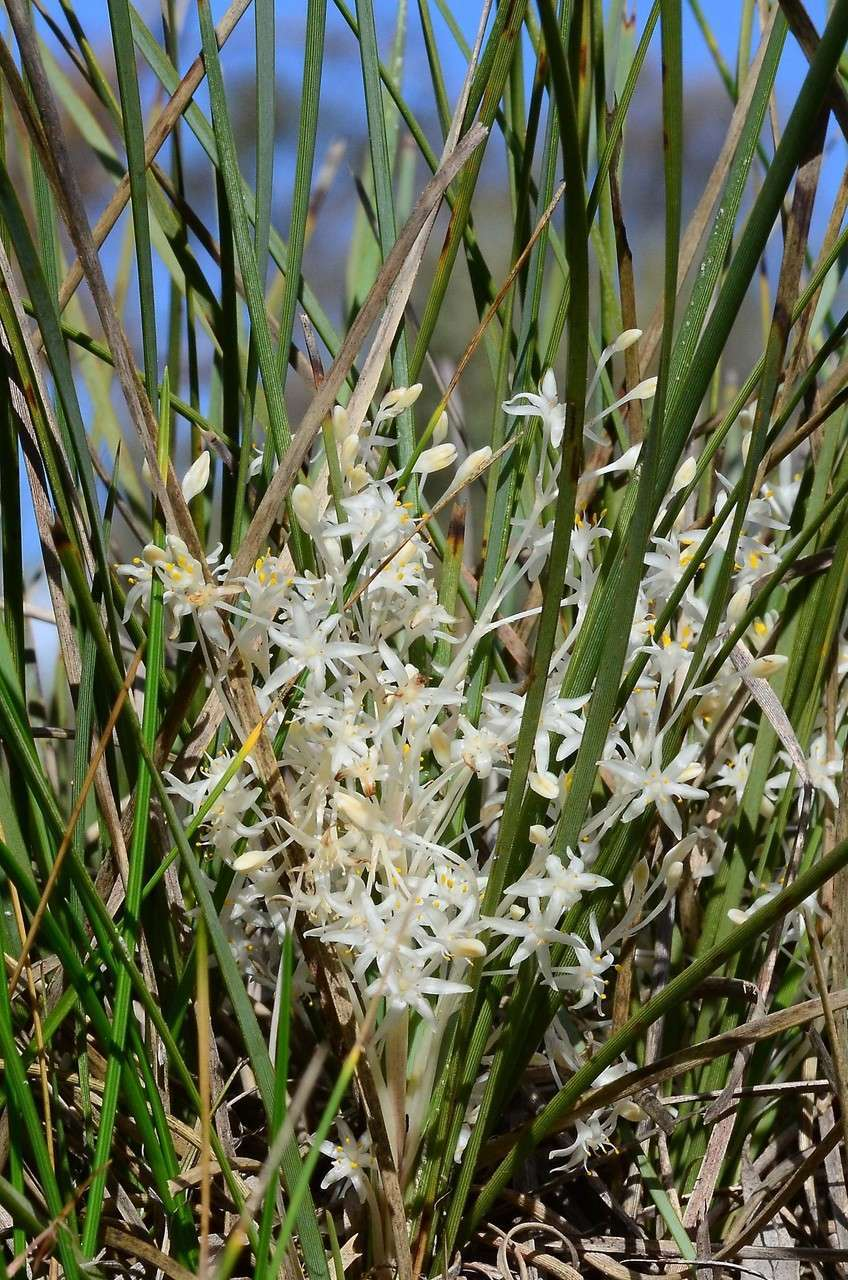
Kwiatostan Lomandra effusa, sekcja Lomandra, seria Sparsiflorae

Pozycja systematycznaRodzaj z plemienia Lomandreae  podrodziny Lomandroideae w obrębie rodziny szparagowatych Asparagaceae. W obrębie plemienia zajmuje pozycję siostrzaną względem kladu obejmującego rodzaje Acanthocarpus, Chamaexeros i Romnalda. Analizy molekularne wskazują na zagnieżdżenie rodzaju Xerolirion w obrębie Lomandra.
Historycznie zaliczany do rodzin sitowatych, liliowatych, żółtakowatych i Dasypogonaceae. W systemie Takhtajana z 1997 roku i systemie Kubitzkiego z 1998 roku rodzaj traktowany był jako typ nomenklatoryczny rodziny Lomandraceae Endlicher.
Podział rodzaju i wykaz gatunkówZ uwagi na zmienność morfologiczną gatunków zaliczanych do tego rodzaju w 1986 roku Lee i Macfarlane zaproponowali, utrzymujący się w XXI wieku podział rodzaju na sekcje:
- sekcja Typhopsis – kwiatostany męskie i żeńskie podobne, główkowate, kulistawe do cylindrycznych, całe lub podzielone na segmenty; kwiaty obu płci szypułkowe; listki okwiatu zewnętrznego okółka wolne, wewnętrznego częściowo zrośnięte; przysadki kwiatowe zmodyfikowane w pęczki pomarszczonych włosów, wyrastające pomiędzy kwiatami
  - Lomandra juncea (F.Muell.) Ewart
  - Lomandra leucocephala (R.Br.) Ewart

- sekcja Macrostachya – kwiatostany męskie i żeńskie podobne, długie, gęste, wąsko cylindryczne; kwiaty zebrane w wierzchotkowe pęczki lub oddzielone od siebie, położone gęsto dwurzędowo lub w okółkach na osi kwiatostanu, na krótkich osiach drugiego rzędu; kwiaty męskie szypułkowe, żeńskie siedzące; listki okwiatu niemal równej wielkości, wolne; pręciki osadzone blisko nasady okwiatu, wewnętrzne 3 położone wyżej od zewnętrznych; przysadki wspierające pęczki kwiatów trójkątne lub jajowate, przysadki podkwiatowe szerokie, naprzeciwległe, nachodzące na siebie, całkowicie otaczające nasadę kwiatu lub szypułkę
  - Lomandra hastilis (R.Br.) Ewart
  - Lomandra teres T.D.Macfarl.

- sekcja Capitatae (Cephalogyne) – kwiatostany męskie i żeńskie różne; kwiaty męskie siedzące, skupione w pęczkach wyrastających na głąbiku; kwiaty żeńskie niemal siedzące, skupione w jeden do kilku pęczków zebranych w główkę; listki okwiatu w obu okółkach podobne do siebie; w kwiatach męskich zrośnięte w dolnej połowie, w kwiatach żeńskich wolne; przysadki wspierające pęczki kwiatów wąsko zaostrzone od szerokiej nasady, często suche, przysadki podkwiatowe szerokie i stopniowo zaostrzone lub tępe i ucięte, błoniaste, nachodzące na siebie 
  - Lomandra acicularis M.D.Barrett
  - Lomandra collina (R.Br.) Ewart
  - Lomandra elongata (Benth.) Ewart
  - Lomandra glauca (R.Br.) Ewart
  - Lomandra mucronata (R.Br.) A.T.Lee
  - Lomandra obliqua (Thunb.) J.F.Macbr.
  - Lomandra nana (A.T.Lee) A.T.Lee
  - Lomandra rupestris (Endl.) Ewart
  - Lomandra suaveolens (Endl.) Ewart
  - Lomandra tropica A.T.Lee

- sekcja Lomandra – kwiatostany męskie i żeńskie zwykle podobne, kłosowate, groniaste lub wierzchotkowate, żeńskie nieco mniejsze od męskich; kwiaty męskie siedzące lub szypułkowe, żeńskie zwykle siedzące; listki okwiatu wolne lub nieco zespolone u nasady nitkami pręcików; przysadki wspierające pęczki kwiatów nieobecne lub obecne, przysadki podkwiatowe dachówkowate nachodzące na siebie
  - seria Lomandra – kwiaty zawsze skupione w pęczkach, zwykle wyrastające w okółku, ale niekiedy zredukowane i położone nieregularnie i naprzemianlegle; męskie kwiaty siedzące lub niemal siedzące
    - Lomandra banksii (R.Br.) Ewart
    - Lomandra confertifolia (F.M.Bailey) Fahn
    - Lomandra decomposita (R.Br.) Jian Wang ter & A.R.Bean
    - Lomandra fluviatilis (R.Br.) A.T.Lee
    - Lomandra hystrix (R.Br.) L.R.Fraser & Vickery
    - Lomandra insularis Schltr.
    - Lomandra longifolia Labill.
    - Lomandra montana (R.Br.) L.R.Fraser & Vickery
    - Lomandra multiflora (R.Br.) Britten
    - Lomandra ordii (F.Muell.) Ewart
    - Lomandra patens A.T.Lee
    - Lomandra ramosissima Jian Wang ter
    - Lomandra rigida Labill.
    - Lomandra sericea (Endl.) Ewart
    - Lomandra sonderi (F.Muell.) Ewart
    - Lomandra spartea (Endl.) Ewart
    - Lomandra spicata A.T.Lee

  - seria Sparsiflorae – kwiaty pojedyncze lub skupione po 2–3 w węzłach lub po kilka w okółkach, lub w oddalonych od siebie okółkowych pęczkach; męskie kwiaty siedzące lub szypułkowe
    - Lomandra bracteata A.T.Lee
    - Lomandra brevis A.T.Lee
    - Lomandra brittanii T.S.Choo
    - Lomandra caespitosa (Benth.) Ewart
    - Lomandra cylindrica A.T.Lee
    - Lomandra densiflora J.M.Black
    - Lomandra drummondii (F.Muell. ex Benth.) Ewart
    - Lomandra effusa (Lindl.) Ewart
    - Lomandra fibrata J.M.Black
    - Lomandra filiformis (Thunb.) Britten
    - Lomandra gracilis (R.Br.) A.T.Lee
    - Lomandra hermaphrodita (C.R.P.Andrews) C.A.Gardner
    - Lomandra integra T.D.Macfarl.
    - Lomandra laxa (R.Br.) A.T.Lee
    - Lomandra marginata T.D.Macfarl. & Conran
    - Lomandra maritima T.S.Choo
    - Lomandra micrantha (Endl.) Ewart
    - Lomandra nigricans T.D.Macfarl.
    - Lomandra nutans T.D.Macfarl.
    - Lomandra odora (Endl.) Ewart
    - Lomandra pauciflora (R.Br.) Ewart
    - Lomandra preissii (Endl.) Ewart
    - Lomandra purpurea (Endl.) Ewart
    - Lomandra sororia (F.Muell. ex Benth.) Ewart

- incertae sedis
  - Lomandra whicherensis Keighery

## Nazewnictwo
Etymologia nazwy naukowejNazwa rodzaju pochodzi od starogreckich słów λῶμα (loma – rąbek, lamówka, brzeg szaty, frędzel) i ἀνδρός (andros – mężczyzny, gdyż jest to forma dopełniacza słowa ἀνήρ aner – mężczyzna).
Nazwy zwyczajowe w języku polskimOpis rodzaju Lomandra znajduje się w pracy Stanisława Wodzickiego z 1827 roku pt. O chodowaniu, użytku, mnożeniu i poznawaniu drzew, krzewow i ziół celnieyszych: ku ozdobie ogrodów, przy zastósowaniu do naszey strefy. Autor podał polską nazwę rodzaju lomandra oraz nazwę gatunku L. longifolia: lomandra długoliściowa. Nazwa lomandra została też wymieniona przez Józefa Rostafińskiego w wydanym w 1900 roku Słowniku polskich imion rodzajów oraz wyższych skupień roślin.

## Zastosowanie

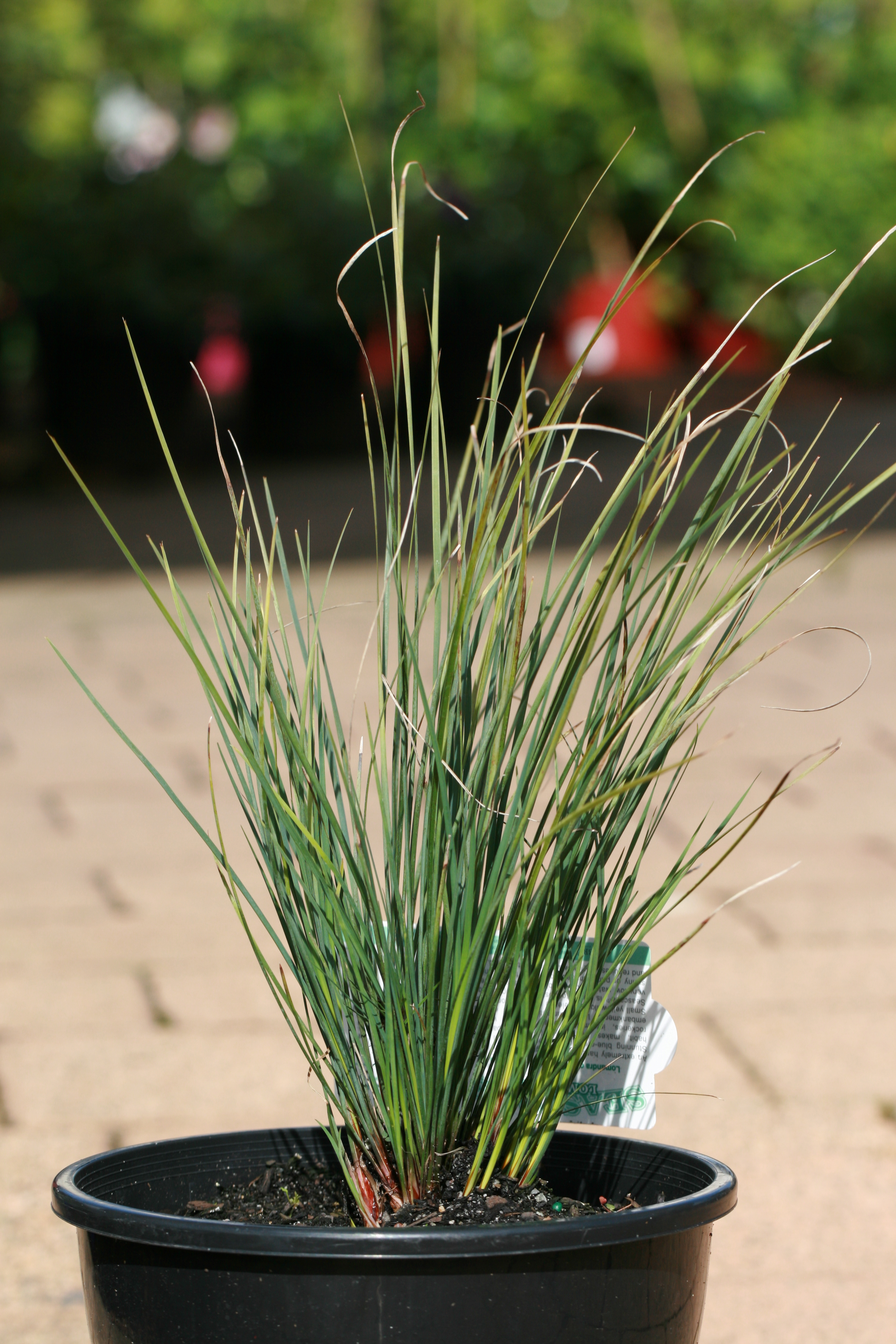
Lomandra confertifolia w uprawie doniczkowej

Rośliny spożywczeKwiatostany oraz nasady liści lomandry spożywane są jako przekąski. Nasiona Lomandra longifolia są żute przez aborygenów w celu tłumienia pragnienia, służą również do produkcji mąki. Kwiaty L. longifolia nasączone sokiem z cytryny są po odcedzeniu używane jako baza napoju owocowego.
Rośliny włóknisteW Nowej Południowej Walii Lomandra longifolia była tradycyjnie i jest współcześnie używana do wyrobu koszy. W Queensland aborygeni australijscy pozyskiwali z kilku gatunków lomandry (np. L. longifolia, L. multiflora, L. confertifolia, L. effusa, L. filiformis i L. leucocephala) włókna wykorzystywane do wytwarzania plecionek, worków i koszy.
Rośliny ozdobneLomandry są popularnymi roślinami ogrodowymi w Australii. Tworząc duże, zaokrąglone kępy, nadają się do nasadzeń soliterowych, na przykład na środku trawnika, albo na rabaty. Znajdują też zastosowanie jako rośliny obrzeżowe, a także w masowych nasadzeniach. Bywają uprawiane jako rośliny doniczkowe. Są bardzo tolerancyjne i rosną zarówno w miejscach wilgotnych i zacienionych, jak i suchych i słonecznych. Są mało wymagające i bardzo łatwe w uprawie. Nadają się do wiązania luźnej gleby, pomagając zapobieganiu jej erozji, do nasadzeń na terenach pochyłych i nierównych oraz sprawdzają się w ogrodach nadbrzeżnych, z uwagi na odporność na zasolenie. Znajdują także zastosowanie do nasadzeń w wietrznych lokalizacjach dachowych w obszarach miejskich. W Australii L. longifolia wykorzystywana jest do kształtowania krajobrazu i nasadzana na nasypach autostrad i na poboczach dróg. L. sonderi wykorzystywana jest do rekultywacji terenów pogórniczych
W uprawie znajduje się m.in. L. confertifolia, L. fluviatilis, L. hystrix i L. longifolia, a także ich kultywary, takie jak: L. confertifolia 'Seascape', L. hystrix 'Tropic Belle', L. longifolia 'Breeze' i 'Nyalla'.
Rośliny nie są mrozoodporne (strefy mrozoodporności: 9–11) i w Polsce nie mogą być uprawiane w gruncie.
W spisie roślin uprawianych w Ogrodzie Botanicznym Królewskiego-Warszawskiego Uniwersytetu w 1824 roku uwzględnione były trzy gatunki zaliczane do rodzaju lomandra: Lomandra latifolia (nie wiadomo jednak, o który gatunek chodzi, gdyż nazwa uznana została za nomen nudum, bez wskazania synonimu), Xerotes longifolia (Lomandra longifolia) i Xerotes rigida (L. rigida). W 2021 roku rośliny te nie były ujęte w Index plantarum Ogrodu Botanicznego Uniwersytetu Warszawskiego.
Inne zastosowaniaZ kłączy Lomandra multiflora pozyskuje się żółty barwnik.